# 中心八面體數
中心八面體數是一個中心立體有形數，代表一個八面體，它計算位於整數點陣的三維整數點陣中的八面體以原點為中心，特定第n個中心八面體數由下式給出
{\displaystyle (2n+1)\times {(2n^{2}+2n+3) \over 3}}
前幾個這樣的數字是1、7、25、63、129、231、377、575、833、1159、1561，... （OEIS數列A001845）。